# Скереда м'яка
Скереда м'яка або скереда м'яковолосиста (Crepis mollis) — вид трав'янистих рослин родини айстрові (Asteraceae), поширений у Європі, крім сходу й півночі. Етимологія: лат. mollis — «м'який».

## Опис

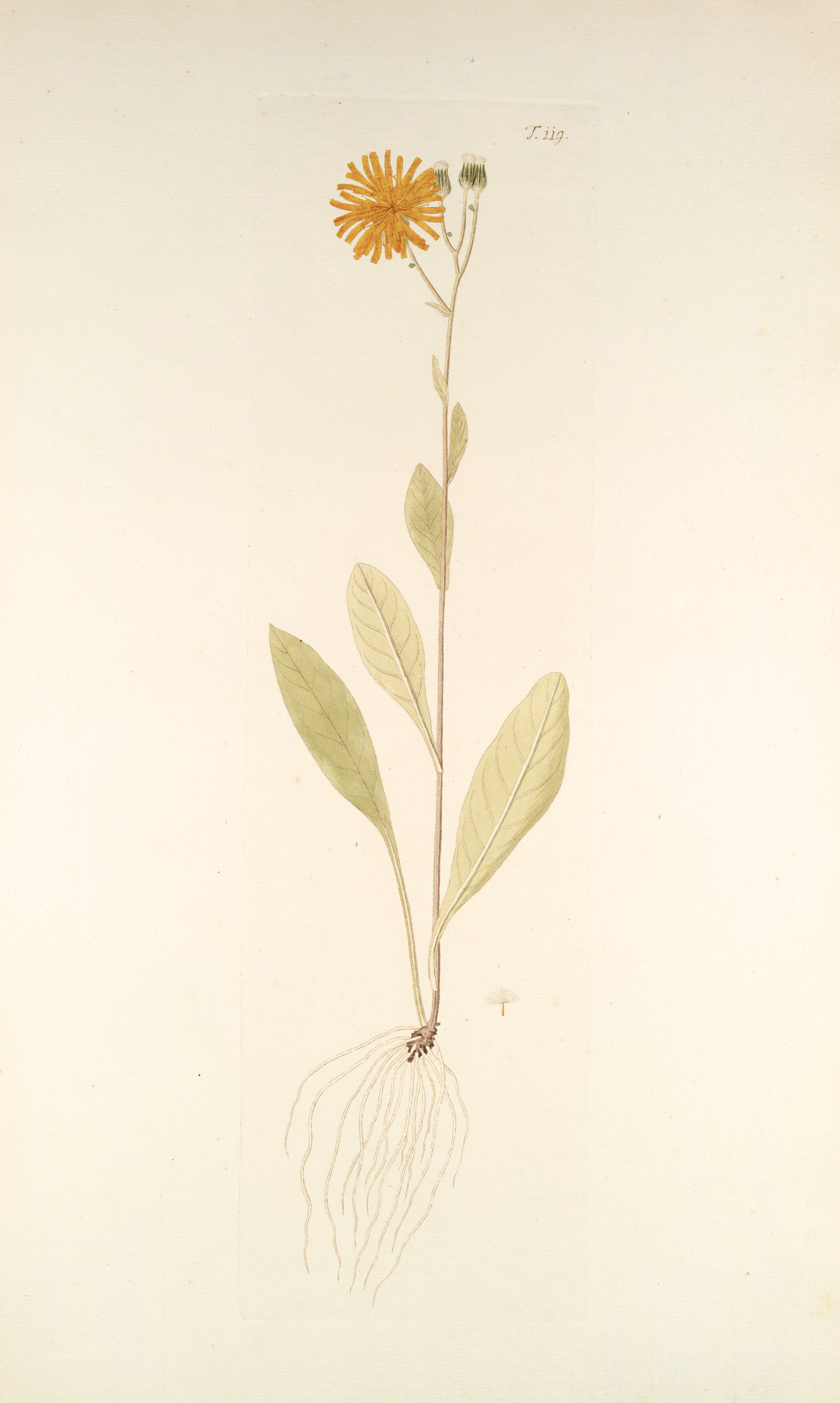

Багаторічна рослина 40–90 см заввишки. Стебло голе або трохи запушене. Листки тонкі, з обох сторін запушені розсіяними незалозистими звивистими білими волокнами, верхні стеблові листки зазвичай голі. Стеблові листки з серцеподібною основою, сидячі; прикореневі — довгасто-ланцетні, виїмчасто-зубчасті, з досить довгими черешками. Кошики в щиткоподібному загальному суцвіття. Обгортка вузько дзвоникувата, з коротких ланцетових притиснутих листочків, залозистоволосиста; зовнішні листочки її в 3–4 рази коротші за внутрішні. Сім'янки червонувато-коричневі, ≈ 4 мм завдовжки, з 15–20 поздовжніми реберцями.

## Поширення
Європа: Албанія, Австрія, Боснія і Герцеговина, Велика Британія, Болгарія, Білорусь, Чехія, Хорватія, Естонія, Франція, Німеччина, Швейцарія, Іспанія, Андорра, Італія, Латвія, Литва, Ліхтенштейн, Польща, Росія, Румунія, Словаччина, Сербія, Україна.
В Україні зростає на вологих луках, у лісах — у Карпатах і Прикарпатті. Входить у переліки видів, які перебувають під загрозою зникнення на територіях Київської та Львівської областей.